# Ойос-дель-Кольядо
Ойос-дель-Кольядо (ісп. Hoyos del Collado) — муніципалітет в Іспанії, у складі автономної спільноти Кастилія-і-Леон, у провінції Авіла. Населення — 37 осіб (2010).
Муніципалітет розташований на відстані близько 130 км на захід від Мадрида, 55 км на південний захід від Авіли.

## Демографія
Динаміка населення (INE ):